# Jean-Louis Papin
Jean-Louis Henri Maurice Papin (ur. 14 września 1947 w Chemillé) – francuski duchowny katolicki, biskup Nancy w latach 1999–2023.

## Życiorys
Święcenia kapłańskie otrzymał 22 czerwca 1974.
3 września 1999 papież Jan Paweł II mianował go ordynariuszem diecezji Nancy. Sakry biskupiej udzielił mu 24 października 1999 bp Jean Orchampt.
6 kwietnia 2023 papież Franciszek przyjął jego rezygnację z urzędu biskupa Nancy.